# Poly Implant Prothèse
Poly Implant Prothèse (PIP) était une entreprise française fondée à La Seyne-sur-Mer en 1991 par Jean-Claude Mas qui fabriquait depuis le milieu des années 2000 des prothèses mammaires. La société (dont la liquidation judiciaire a eu lieu en 2010) et son fondateur sont au cœur d'un scandale de santé publique depuis la découverte en 2010 de l'origine frauduleuse et dangereuse des produits.
L'entreprise occupait à son apogée le troisième rang mondial du secteur des implants mammaires avec 100 000 unités produites par an. Elle exportait près de 80 % de sa production hors de France, notamment en Amérique du Sud et en Europe de l'Est. Environ 400 000 femmes dans le monde seraient porteuses de prothèses mammaires PIP.

## Historique
Jean-Claude Mas est né en 1939 à Tarbes. Il abandonne les études après le bac pour se consacrer à la vente directe. Il travaille d'abord pour Bristol-Myers Squibb en tant que visiteur médical, puis décide de se mettre à son compte et se lance dans la vente de vins, de cognac et de saucissons. Au début des années 1980, il commence à s'intéresser aux implants mammaires, marché alors en pleine expansion. Il se lie ainsi d'amitié avec le chirurgien plasticien toulonnais Henri Arion (qui travaillait également chez Bristol-Myers-Squibb) pour fonder la société Simaplast, rapidement rebaptisée MAP. 
L'entreprise se développe très rapidement, écoulant l'essentiel de ses stocks sur les marchés des pays en voie de développement, notamment en Amérique latine et en Europe de l'Est, employant 120 personnes en France pour une production de plus de 100 000 unités par an. La société d'investissement américaine Heritage Worldwide entre au capital de PIP en 2003. Se décrivant comme « joueur, mais gagneur » en affaires, Jean-Claude Mas se voit cependant interdit de casinos en 2003, lieu où il dépensait une bonne partie de ses importants revenus. 
En 2000, la Food and Drug Administration (équivalent américain de l'Afssaps) avait déjà menacé PIP de poursuites après avoir constaté de graves malfaçons sur des implants salins et avait envoyé une lettre d'avertissement à Jean-Claude Mas lui reprochant de ne pas avoir enquêté sur un problème de dégonflement de ses implants salins et de ne pas lui avoir signalé plus de 120 plaintes en France et dans d'autres pays sur ce produit, et relevant onze manquements aux bonnes pratiques de production, parmi lesquels « manque de documentation », « audits de qualité insuffisants », ou encore « absence de formation des ouvriers aux consignes de qualité ». La même lettre soupçonnait également que « les violations constatées sont peut-être symptomatiques de graves problèmes sous-jacents dans vos processus de fabrication et de contrôle de qualité. Il est de votre responsabilité d'enquêter sur les écarts signalés ». La FDA n'avait alors pas alerté l'Afssaps car le principal grief concernait la solidité des enveloppes et pas le contenu : le problème n'était donc pas sanitaire, mais industriel. 
En juin 2004, Henri Arion est victime d'un accident d'avion, et Jean-Claude Mas devient seul propriétaire de l'entreprise, qui devient Poly-Implant Prothèse, alias PIP, et ne compte désormais plus aucun médecin ni personnel médical agréé. 
À partir de 2005, plusieurs plaintes sont déposées en Grande-Bretagne contre PIP concernant des ruptures de prothèses et des problèmes de santé. La société est ainsi condamnée à verser 1,4 million d'euros, mais n'est pas inquiétée par la justice française et la certification de son produit pas remise en cause.
Dès 2006, des plaintes concernant des prothèses défectueuses commencent à être déposées en France, et des chirurgiens esthétiques français tentent en vain d'attirer l'attention des autorités en 2008 et 2009, alors que PIP tente d'acheter le silence de plaignantes toujours plus nombreuses : « PIP aurait proposé 1 500 euros et une paire de prothèses à des femmes non satisfaites. L'information ne remontait ainsi pas aux cliniques et à l'Afssaps », a expliqué l'avocat des victimes Philippe Courtois dans une interview à l'agence Reuters. Il faudra ainsi attendre 2010 pour que l'Afssaps tire la sonnette d'alarme et que Jean-Claude Mas soit convoqué devant le tribunal de commerce de Toulon, procès qui se soldera par la liquidation judiciaire de PIP en mars 2010.
À la suite de cette liquidation, Jean-Claude Mas est également poursuivi personnellement par le parquet de Marseille pour « tromperie sur les qualités substantielles du produit, publicité mensongère, et mise en danger de la vie d'autrui », ce qui ne l'empêcha pas de fonder en juin 2011 avec ses enfants une nouvelle société, France Implants Technologie, qui ne verra finalement jamais le jour. Un autre procès pour « tromperie aggravée », « obstacle aux contrôles de l'Afssaps » et « non-présence de marquage CE », s'ouvre le 17 avril 2013 à Marseille.
Le 26 janvier 2012, Jean-Claude Mas est interpellé au domicile de sa compagne qui n'était autre que l'ex-compagne du docteur Henri Arion dans le Var et placé en garde à vue, ainsi que son principal collaborateur Claude Couty.
Le 6 mars 2012, Jean-Claude Mas est incarcéré à la prison des Baumettes pour défaut de paiement de caution. Il est remis en liberté le 29 octobre 2012 en attendant de comparaître lors d'un premier procès en 2013.
Le procès s'est ouvert le 17 avril 2013. Le 14 mai 2013, Le procureur de la République Jacques Dallest réclame « une amende de 100 000 euros et une interdiction définitive d'exercer dans le secteur médical ou sanitaire, ainsi que de gérer une entreprise » pour Jean-Claude Mas, assorties d'une peine de cinq ans de prison ferme. 
Pour les quatre autres prévenus (Claude Couty, Hannelore Font, Loïc Gossart et Thierry Brinon), le procureur requiert des peines allant de six mois à deux ans de prison ferme « pour tromperie aggravée et escroquerie » et une interdiction définitive d'exercer dans le secteur médical ou sanitaire. 7 113 femmes originaires de 71 pays figurent parmi les parties civiles, ce qui en fait une des plus vastes affaires de santé publique jamais jugée. 
Le 10 décembre 2013, Jean-Claude Mas est finalement condamné à 4 ans d'emprisonnement ferme pour « escroquerie et tromperie aggravée » et 75 000 euros d'amende, ainsi qu'à une « interdiction définitive d'exercer une activité professionnelle en lien avec le monde sanitaire ». L'ex-directeur financier Claude Couty a été condamné à 3 ans dont 2 avec sursis et 30 000 euros d'amende. Des peines de deux ans dont un an avec sursis sont prononcées contre Hannelore Font (directrice qualité) et Loïc Gossard (cadre). Le cinquième prévenu, le cadre Thierry Brinon, est condamné à 18 mois avec sursis. 
La peine est finalement confirmée en appel le 2 mai 2016, et Jean-Claude Mas est incarcéré. Les peines des autres condamnés sont les suivantes :
« 
- Claude Couty, directeur général et directeur financier, 64 ans, avait été condamné à un an d'emprisonnement ferme et deux ans avec sursis, en première instance. Sa peine n'a pas été alourdie comme l'avait requis l'avocat général en novembre.
- Hannelore Font, directrice qualité, 39 ans, écope de deux ans de prison dont un an avec sursis.
- La condamnation de Loïc Gossart, directeur production de 42 ans est également confirmée, alors que la relaxe avait été plaidée par la défense.
- Celle de Thierry Brinon, directeur recherche et développement, 56 ans, condamné à 18 mois avec sursis en première instance pour complicité d'escroquerie et de tromperie aggravée, a été également confirmée. La défense avait plaidé la relaxe. » [15]

Au 23 janvier 2014, l'Agence nationale de sécurité du médicament et des produits de santé (ANSM) avait recensé 17 411 retraits d'implants PIP. Parmi ces retraits, 12 822 étaient préventifs au regard des risques encourus, mais 20 % de ces retraits ont mis en évidence des dysfonctionnements des prothèses. Sur les 30 099 implants retirés au total, 7 634 ont été classés comme « défectueux », soit un taux de défaillance de 25,4 %.
On estime que PIP a produit au total environ un million de prothèses, et le nombre de femmes victimes dans le monde est évalué à 400 000.
Jean-Claude Mas meurt le 4 avril 2019, dans la clinique où il avait été admis pour une opération. Il souffrait notamment de problèmes cardiaques et de diabète.
En février 2021, la cour d'appel d'Aix-en-Provence confirme la responsabilité du certificateur TÜV.  La cour d’appel de Paris confirme la décision au mois de mai.

## Scandale de santé publique

### Le gel PIP

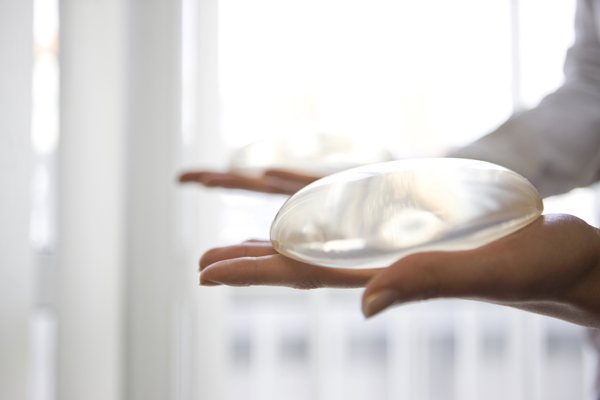
Implant mammaire en silicone.

À la fin des années 2000, les prothèses mammaires PIP se sont révélées défectueuses à cause de la présence d'un gel artisanal non-conforme à la place du gel de silicone traditionnel américain Nusil. M. Mas avoua par la suite aux gendarmes que 75 % des implants étaient remplis de gel PIP, et 25 % seulement avec du Nusil, de manière à faire illusion quant à la provenance de sa matière première. En 2009, le prix du gel PIP était de 5 euros par litre, contre 35 euros pour le Nusil, soit une différence de 10 euros par implant et un gain d'un million d'euros par an pour une production de cent mille prothèses. Le gel PIP était notamment réalisé à partir d'huiles de silicone destinées au distributeur Brenntag, dont les porte-parole ont expliqué qu'ils ignoraient l'usage frauduleux que faisait PIP de leur produit. Selon M. Mas, le gel PIP contenant « une base de formulation du Dr Arion, que j'ai améliorée en changeant les températures, et les pourcentages, afin de rendre le produit plus cohésif ». 
Les enquêtes menées par l'Afssaps ont établi que non seulement l'enveloppe des implants était d'une qualité médiocre, mais aussi que le processus de fabrication était inapproprié et que le gel qu'ils contenaient avait une composition des plus exotiques, avec des ingrédients variés suivant les lots, ce qui empêche les victimes de savoir avec précision la nature des produits qui se répandent dans leur organisme. Les enquêteurs ont notamment retrouvé dans ce gel de l'huile de silicone industrielle Baysilone (additif pour carburant), du Silopren et du Rhodorsil (agents d'enrobage de câbles électriques), produits destinés à un usage industriel et dont les effets n'ont jamais été testés sur la santé d'un être vivant — et de ce fait interdits dans tout dispositif médical,. Il apparaît que c'était ces produits qui rongeaient l'enveloppe de silicone des prothèses.
La mise au jour de cette pratique déclencha un scandale sanitaire de grande ampleur, avec un nombre important de victimes. Jean-Claude Mas est recherché par Interpol à partir de mi-2011 pour comparaître devant la justice, et plus de 2 170 femmes avaient déjà porté plainte en France fin 2011, et 9 500 personnes avaient appelé le numéro d'appel mis en place par les autorités françaises.

### La responsabilité de l'organisme de certification
L'organisme allemand Technischer Überwachungsverein Rheinland (ou TÜV) est l'un des plus grands organismes de certification au monde, chargé de vérifier la conformité des dispositifs médicaux afin de leur attribuer une certification en vue d'une mise sur le marché. TÜV emploie 20 000 personnes dans le monde pour un chiffre d'affaires d'environ 2 milliards d'euros. 
Selon l'Agence française de sécurité sanitaire des produits de santé (Afssaps) « les dispositifs médicaux ne requièrent pas d'autorisation [de mise sur le marché] de l'Afssaps, contrairement aux médicaments, mais seulement une certification CE de la part d'un laboratoire agréé ». Ces organismes, dont on compte entre 70 et 80 exemples en Europe, sont des entreprises privées habilitées par l'agence du Médicament du pays où ils se trouvent, et délivrent une certification CE pour toute l'Union Européenne, qui est renouvelée régulièrement et constitue à ce jour la seule obligation légale pour commercialiser du matériel médical non pharmaceutique : il n'est pas exigé que le fabricant ait une compétence professionnelle validée dans le domaine, ni que le produit ait été testé ou que son efficacité ait été démontrée. C'est le fabricant qui fait appel au laboratoire de certification, et il reste responsable du produit qu'il met sur le marché. Dans le cas des implants PIP, la procédure a été confiée au laboratoire allemand TÜV Rheinland, agréé par l'homologue allemand de l'Afssaps. La certification s'est faite sur la base de documents écrits, complétés par une visite sur site pour interroger l'industriel sur son processus de fabrication, sur rendez-vous : aucune réelle enquête ou expertise n'a apparemment été opérée, et les documents fournis par PIP n'ont jamais été mis en doute.
Concernant la fraude à la certification, M. Mas déclara ouvertement aux gendarmes « TÜV annonce sa visite dix jours avant… C'était de la routine, je donne l'ordre de dissimuler tous les documents ayant trait au gel PIP non homologué, et concernant les containers, les employés se débrouillaient pour les faire disparaître. ». Une ancienne employée écoutée par la gendarmerie précisa qu'une fausse base de données des comptes de l'entreprise était fournie aux experts, ne mentionnant que le gel Nusil. Elle ajouta « Aucun échantillon de prothèse n'était testé. Au niveau de la base achats, les données informatiques disparaissaient. Tout ce qui concernait Brenntag n'apparaissait pas le temps de la visite [...] Les chiffres n'étaient pas modifiés. On faisait juste comme si Brenntag n'existait pas ».
Celle-ci mit cependant aussi en cause l'organisme d'inspection, ajoutant que « Si la comptabilité avait été vérifiée, ils se seraient rendu compte que les quantités facturées par Nusil ne correspondaient pas aux quantités nécessaires à la fabrication ». Les ingrédients de la formule du gel PIP étaient dissimulés dans le camion de transport : « Nous savions quand était prévue l'inspection et donc les fûts et les cuves de 1 000 litres d'huile ainsi que le reste était stocké pendant le temps de l'inspection. TÜV n'a jamais demandé à regarder dans le camion ».
Il aura donc fallu attendre le contrôle inopiné de l'Afssaps organisé en 2010 à la suite des nombreuses plaintes pour révéler la supercherie, l'organisme de certification allemand n'ayant jamais rien relevé d'anormal dans l'entreprise et ses produits.
Le 6 juillet 2010, l'Association P.P.P. dépose plainte auprès du procureur de la république du TGI de Marseille à l'encontre de l'Afssaps pour mise en danger de la vie d'autrui et blessures involontaires.
Le 19 novembre 2010 l'Association P.P.P., dont les avocats, Maître Philippe Courtois et Maître Jean-Christophe Coubris, représentent plus de 2 000 victimes, dépose plainte contre TÜV auprès du procureur de la république de Marseille pour mise en danger de la vie d'autrui et blessures involontaires.
Le 10 février 2011, TÜV a porté plainte contre PIP auprès du parquet de Marseille, estimant dans un communiqué de presse avoir été « trompé manifestement en totalité et constamment par l'entreprise PIP, au détriment des femmes concernées ».
Le lundi 9 janvier 2012, Laurent Gaudon, l’avocat marseillais de plusieurs porteuses de prothèses mammaires PIP, a déposé une assignation en référé devant le tribunal de grande instance de Marseille visant TÜV, ainsi qu’un chirurgien marseillais. Selon La Provence qui révèle l’information, TÜV est attaqué pour « manquement à son obligation de certification et de contrôle » et le chirurgien pour « manquement à son devoir d’information ».
Dans plusieurs pays, des procédures ont été lancées par les distributeurs des prothèses contre TÜV. L'association des porteuses de prothèses PIP a également assigné l'organisme vérificateur pour « mise en danger de la vie d'autrui et blessures involontaires » en novembre 2010.
Cependant, en 2015 aucune victime n'a encore pu obtenir réparation, puisque Jean-Claude Mas est insolvable et que la cour d'Aix-en-Provence a déclaré le 2 juillet que TÜV avait été abusé par les « manœuvres extrêmement élaborées » de l'escroc, innocentant donc l'organisme allemand. De plus, la Cour d'appel d'Aix-en-Provence infirme le jugement initial et dédouane (provisoirement) le certificateur allemand de toute responsabilité. 
Le 20 janvier 2017, TÜV  est condamné à verser 60 millions d'euros à des plaignantes, 3 000 euros par plaignante, par deux jugements du Tribunal de commerce de Toulon.
Nouveau revirement en 2018 : la Cour de cassation annule l'arrêt en 2018 et renvoie l'affaire à la Cour d'appel de Paris. 
Le 29 janvier 2019, la justice française reconnaît une responsabilité de l’État dans cette affaire, estimant que l’Agence française de sécurité sanitaire n’a pas « pris les mesures de contrôle et d’investigations » nécessaires entre avril et décembre 2009. En effet, « Le tribunal retient que les données de vigilance pour l’année 2008, qui ont fait apparaître une augmentation significative des incidents, auraient pu être traitées utilement à compter du mois d’avril 2009, date à laquelle ces incidents ont été portés à sa connaissance [...] L’Afssaps, entre avril 2009 et le 18 décembre de cette même année, s’est fautivement abstenue d’agir et a, par suite, engagé la responsabilité de l’État en matière de police sanitaire ».
Le 20 mai 2021 (soit 11 ans après l'affaire), la cour d'appel de Paris rend un arrêt crucial jugeant le certificateur allemand TÜV « responsable de manquement aux obligations de vigilance et de contrôle dans l'exercice de sa mission », donnant raison aux 2 500 plaignantes. Cette décision confirme donc le jugement de première instance datant du 14 novembre 2013, et ouvre la voie à l'indemnisation des dizaines de milliers de femmes victimes dans le monde entier.

### Risques pour la santé
Le principal risque sanitaire vient de la possibilité de rupture de l'enveloppe de silicone défectueuse, ce qui entraîne la libération dans l'organisme du gel et de ses composants, et donc des réactions métaboliques potentiellement graves, qui, suivant les ingrédients du gel, peuvent aller de la simple inflammation à un risque de cancer — sans compter le préjudice esthétique. Vu le nombre de prothèses écoulées et de la prévalence du cancer du sein, il est parfois difficile de relier directement le gel PIP à un cas clinique : huit cas de cancers et deux décès suspects ont pour l'instant été identifiés, selon Le Figaro. Pour Le Parisien, ce seraient vingt cas de cancers du sein et 500 cas de réactions inflammatoires qui seraient mises en cause, sur 1 140 ruptures de prothèses PIP répertoriées.
Selon l'Afssaps, « un cas de cancer du sein (adénocarcinome) a été déclaré le 5 décembre 2011 à l’Afssaps chez une patiente portant des prothèses PIP depuis plusieurs années. [Peu avant], un autre cas de cancer (lymphome anaplasique à grandes cellules) avait provoqué le décès d’une femme porteuse de prothèses PIP. »
L’Agence française de sécurité sanitaire des produits de santé (Afssaps), dans un communiqué de presse publié le 8 décembre 2011, recommande :
- que toute porteuse d'implants PIP bénéficie d’un examen clinique et radiologique appropriés de manière systématique ;
- que toute rupture, suspicion ou suintement d’une prothèse entraîne le retrait des deux prothèses ;
- qu'une explantation préventive de cette prothèse même sans signe clinique de détérioration de l’implant doit être discutée avec les femmes concernées.

Vu le nombre de patientes en cause et le coût d'une telle opération, la nécessité d'une campagne massive de retrait des implants PIP est très débattue, notamment quant à la prise en charge financière des opérations, évaluée par la CNAM à plus de 60 millions d'euros pour la France seule.
Le 5 janvier, le directeur de l'Afssaps Dominique Maraninchi a organisé une conférence réunissant les différents acteurs du dossier, à l'occasion de laquelle il a résumé les découvertes des enquêteurs de l'Afssaps, et réitéré son invitation à faire retirer les prothèses, déclarant qu' « Aucun élément ne laisse penser qu'il y ait eu de bonnes prothèses PIP ».
Le 9 janvier, le Conseil national de l'Ordre des médecins (CNOM) a convié l'ensemble des chirurgiens ayant réalisé les implantations des prothèses PIP responsables de réactions inflammatoires et de ruptures, à « prendre en charge leurs explantations et le suivi des patientes, [et à] pratiquer des honoraires en rapport avec les tarifs de l'Assurance maladie ».
Concernant la prise en charge des opérations, l'Assurance maladie s'est finalement engagée à prendre en charge l'ensemble des frais des opérations de retrait des implants PIP préventives et curatives et l'éventuel nouvel implant mammaire si la pose initiale avait été prise en charge par l'Assurance Maladie (chirurgie réparatrice). Si la pose initiale n'avait pas été prise en charge par l'Assurance Maladie (chirurgie esthétique), celle-ci s'engage néanmoins à couvrir les frais de retrait préventif ou curatif, mais pas la pose d'un nouvel implant. La CNAM a par ailleurs déposé une plainte au pénal pour « tromperie aggravée et escroquerie à la sécurité sociale », et son directeur a affirmé « Nous enchaînerons bien sûr par une plainte au civil pour que la Sécurité sociale puisse recouvrer les sommes recouvrables et faire valoir ses droits ».
Quant aux patientes qui nécessiteraient des indemnisations de santé supplémentaires du fait de complications, il est difficile de savoir qui pourrait les financer : la société PIP ayant été placée en liquidation en 2010 (soit avant la plupart des plaintes), son ex-assureur Allianz devra indemniser les victimes. Quant aux assurances des chirurgiens, elle ne devraient pas pouvoir être saisies, ceux-ci ne pouvant pas être tenus pour responsables ou complices de la fraude. Pour l'instant, aucun fonds d'indemnisation public n'a été prévu.

### Déclarations de Jean-Claude Mas
Durant toute la durée des enquêtes, Jean-Claude Mas a conservé une posture provocatrice et méprisante qui a particulièrement choqué les différents acteurs de l'affaire.
- Il avoua notamment lors de son audition à la gendarmerie[43] qu'il avait donné « l'ordre de dissimuler la vérité [...] dès 1993 » à l'organisme certificateur allemand TÜV. Il détailla par la suite toute la fraude sans la moindre gêne, ni sans avouer le moindre remords, déclarant « Je savais que ce gel n'était pas homologué, mais je l'ai sciemment fait car le gel PIP, rapport qualité-prix c'était moins cher »[21].

- Par la suite, et malgré le nombre exponentiel de plaignantes et la gravité des effets mis en évidence par les médecins, Jean-Claude Mas continua de déclarer que son gel « ne présente aucun risque pour la santé ».

- À propos des plaignantes, Jean-Claude Mas déclara « Il s'agit de personnes fragiles ou de personnes qui font ça que pour le fric. [...] Moi je vivais bien à l'époque », c'est-à-dire avec une rémunération fixée à 30 000 euros mensuels[21].

- Dès le début du procès il expliqua qu'il n'« a pas fait prendre de risques » et que « le gel PIP n'était pas homologué mais il était homologable », ajoutant que « au niveau toxicité, il est pareil » (que le gel autorisé Nusil)[44].